# كأس المعارض الأوروبية 1962–63
كأس المعارض الأوروبية 1962–63 (بالإسبانية: Copa de Ferias 1962-63)‏ هو الموسم 5 من  كأس المعارض الأوروبية. أقيم خلال الفترة 12 سبتمبر 1962 وحتى 26 يونيو 1963، وكان عدد الأندية المشاركة فيه  32، وفاز فيه نادي فالنسيا.

## نتائج الموسم
| المركز | فريق         | لعب | ف | ت | خ | له | عليه | ف.أ | نقاط | ملاحظة |
| ------ | ------------ | --- | - | - | - | -- | ---- | --- | ---- | ------ |
|        | نادي فالنسيا |     |   |   |   |    |      |     |      |        |